# 第6號匈牙利狂想曲
匈牙利狂想曲第六号（英文原名：Hungarian Rhapsody No. 6）是由匈牙利作曲家弗朗茨·李斯特创作的钢琴独奏曲。这部作品创作于1845-1850年前后，《匈牙利狂想曲》第六号的调性是E大调。这意味着作品的主音是E音。这部作品以其激情四溢、富有民族特色的旋律而闻名，带有浓厚的匈牙利风格，是一首具有自由曲式结构的乐曲，由四个部分组成。